# Sarah Parish
Sarah Parish (ur. 7 czerwca 1968 w Yeovil) – brytyjska aktorka.

## Wybrana filmografia
- 2005 – Pretty Man, czyli chłopak do wynajęcia jako TJ
- 2005 – Wiele hałasu o nic jako Beatrice
- 2006 – Holiday jako Hannah
- 2009 – Przygody Merlina jako Lady Catrina
- 2010 – Filary Ziemi (miniserial) jako Regan Hamleigh